# Jonas Zipf

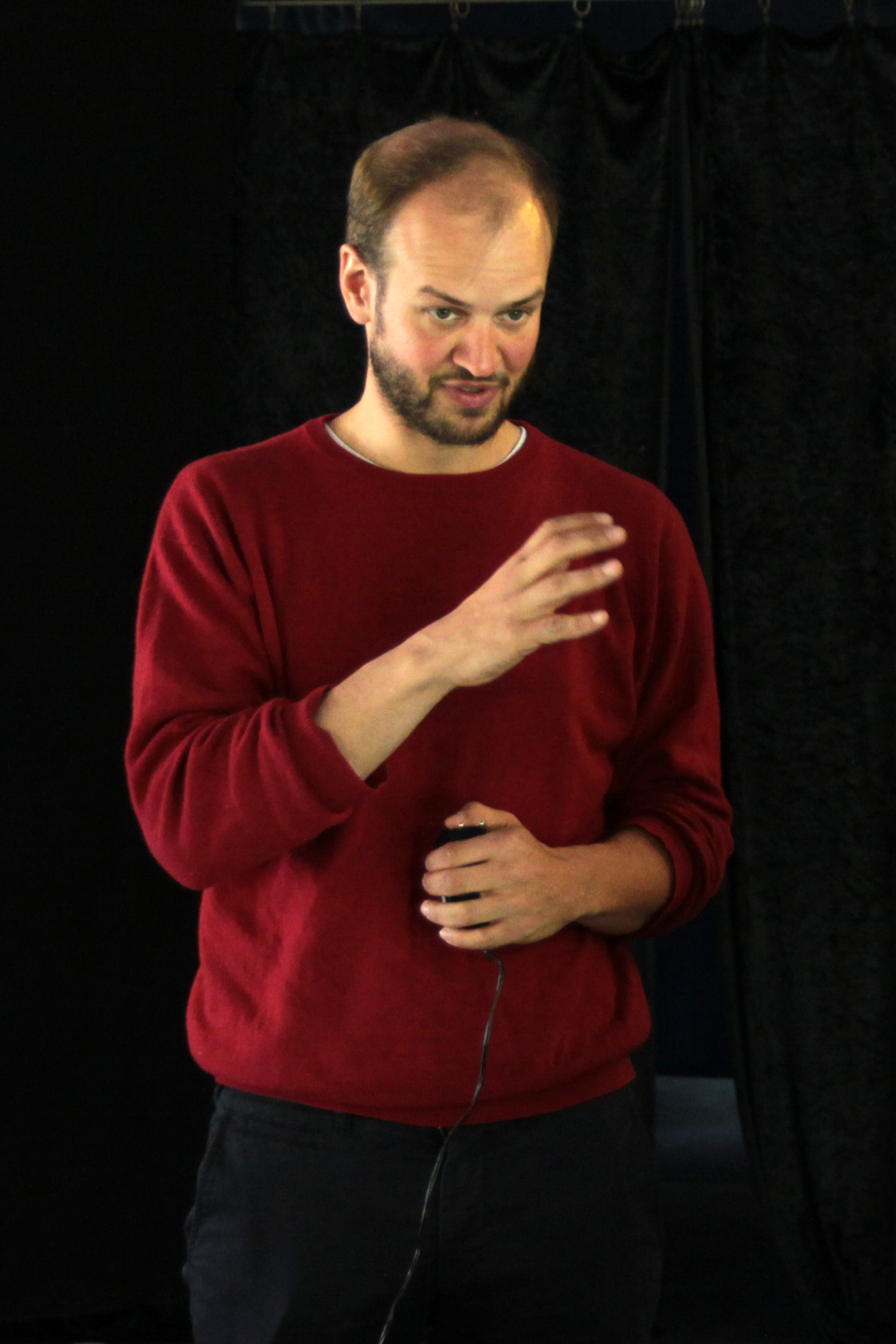
Jonas Zipf (2018)

Jonas Zipf (* 21. Juli 1982 in Seeheim-Jugenheim) ist ein deutscher Regisseur, Dramaturg, Publizist, Kulturmanager und Kulturpolitiker. Er ist Kaufmännischer Geschäftsführer von Kampnagel in Hamburg.

## Leben
Im Jahr 2001 legte Jonas Zipf das Abitur an der Bertolt-Brecht-Schule Darmstadt ab. Nach dem Zivildienst studierte er bis zum Vordiplom 2004 Psychologie an der FU Berlin, von 2004 bis 2005 Theaterwissenschaft in Paris-St.Denis und Angewandte Theaterwissenschaft an der JLU Gießen. 2005 nahm er an der HMT / Bayerischen Theaterakademie München das Studium der Sprech- und Musiktheaterregie auf, das er mit dem Diplom 2009 abschloss.
Von 2009 bis 2011 war er Regieassistent am Thalia Theater Hamburg,  2011 bis 2014 Leitender Dramaturg/Künstlerischer Leiter und Gesellschafter am Theaterhaus Jena. In der Spielzeit 2014/2015 war Zipf Schauspieldirektor am Staatstheater Darmstadt. Von 2015 bis 2018 war er Künstlerischer Berater der Kuratoren der Wiesbaden Biennale 2016 wurde er Werkleiter von JenaKultur, einem Eigenbetrieb der Stadt Jena für Kultur, Stadtmarketing und Tourismus. Er wurde 2020 ehrenamtlicher Präsident des Kulturrats Thüringen.
Daneben war Zipf ab 2002 Freier Journalist, unter anderem bei der taz und Süddeutsche Zeitung.

## Ermittlungsverfahren
Die Staatsanwaltschaft Gera ermittelt gegen Jonas Zipf wegen Untreue. Hintergrund ist ein umstrittenes Kunst-Projekt des Schweizer Künstlers Christoph Büchel. Zipf soll die Verträge zu einem Zeitpunkt unterschrieben haben, als die Finanzierung noch nicht geklärt war. Es geht um eine Summe von 299.000 Euro.

## Publikationen
- mit Onur Norbega, Matthias Quent (Hrsg.): Rassismus. Macht. Vergessen. Von München über den NSU bis Hanau: Symbolische und materielle Kämpfe entlang rechten Terrors. transcript, Bielefeld 2021, ISBN 978-3-8376-5863-7.
- mit Kerem Halbrecht, Gilly Karjesky (Hrsg.): Die Gefühletaktik / The Love Tactic (zweisprachig). Arch+, Berlin 2021, ISBN 978-3-931435-65-3.
- mit Marcus Lobbes, Juliane Zellner (Hrsg.): transformers - digitalität inklusion nachhaltigkeit. Theater der Zeit, Berlin 2021, ISBN 978-3-95749-364-4.
- mit Michael Dissmeier (Hrsg.): O Fortuna! 50 Jahre Philharmonischer Chor Jena. JenaKultur, Jena 2020.
- mit Aleida Assmann, Ayşe Gülec, Klaus Dörre, Volkhard Knigge, Stephan Lessenich, Bernhard Maaz, Thomas Oberender, Hartmut Rosa, sowie Birgit Liebold (Hrsg.): Inne halten: Chronik einer Krise. Jenaer Corona-Gespräche. Theater der Zeit, Berlin 2020, ISBN 978-3-95749-317-0.
- mit Verena Krieger (Hrsg.): Erkundungsbohrungen. Ein dezentrales Denkmal für Eduard Rosenthal. VDG, Weimar 2020, ISBN 978-3-89739-943-3.
- mit Julia Hauck (Hrsg.): Hoffnung - Syrische Geflüchtete erzählen von Abschied und Ankommen. JenaKultur, Jena 2020.
- Von Grillen und Ameisen. Freischaffendes Theater in Darmstadt seit 2015. In: Peter Benz, Peter Engels, Klaus-Dieter Grunwald (Hrsg.): Ein Jahrhundert Darmstadt. Justus-von-Liebig-Verlag. Darmstadt 2020, ISBN 978-3-87390-432-3.
- Die Welt von morgen. In: Gudrun Luck, Jonas Zipf (Hrsg.): 100 Jahre Volkshochschule Jena. JenaKultur, Jena 2019, ISBN 978-3-9819754-2-0.
- Jena und Schiller. Ein Spannungsverhältnis. In: Helmut Hühn (Hrsg.): Friedrich Schiller & Wilhelm von Humboldt. Schillerverein Weimar-Jena e. V., Weimar, 2019, ISBN 978-3-00-063950-0.
- mit Eva Göbel: Business Angel oder Angel Dust? Möglichkeiten und Beschränkungen der Drittmittelakquise im Kulturbetrieb. In: KulturBetrieb 2/18, SchmittART, Leipzig 2018. ISSN 2194-3648
- mit Joachim Bauer und Christopher Spehr (Hrsg.): Orte der Reformation – Jena. Evangelische Verlagsanstalt, Leipzig 2018, ISBN 978-3-374-04415-3.
- Der Traum der Luxoplis. In: Rüdiger Stutz, Mathias Mieth (Hrsg.): Lexikon zur Jenaer Stadtgeschichte. Tümmel Verlag, Berching 2018, ISBN 978-3-9819706-0-9.
- mit Elmar Altvatter, Silke Helfrich, Ilko-Sascha Kowalczuk, Gerd Koenen, Christina Morina, Jürgen Neffe, Hartmut Rosa, Albrecht Schröter, Erik Olin Wright (u. a.), sowie Gösta Gantner (Hrsg.): Von Gespenstern und geteilten Himmeln. Ideen einer gerechten Gesellschaft nach Marx. Eine Materialsammlung. JenaKultur, Jena 2018.
- mit Birgit Liebold: Neue Veranstaltungsformate 2017 in Jena: Propaganda und Bewegtes Land. In: Annette Seemann, Thomas Seidel, Thomas Wurzel: Die Reformationsdekade »Luther 2017« in Thüringen. Wartburg Verlag - c/o Evangelisches Medienhaus, Leipzig 2018, ISBN 978-3-86160-560-7.
- Kein richtiges Leben im falschen. Macht, Strukturen und alternative Steuerungsmodelle im Kulturbetrieb In: Dorothea Hartmann (Hrsg.): Tischlerei-Zeitung (Heft 9) der Deutschen Oper Berlin (Lokal-Beilage der taz), Berlin 2018.
- mit Samuel Hof, Markus Niessner (Hrsg.): o-team. team odradek. die ersten zehn bis zwölf jahre. Niessnerdesign, Stuttgart 2017.
- mit Juliane Zellner: Ein Wurmloch wider populäre Harmlosigkeit. In: Michaela Rotsch, Juliane Zellner (Hrsg.): Glaspaläste - Interaktive Raumstruktur zwischen Kunst und Wissenschaft. Eigenverlag, Wittenberg 2017, ISBN 978-3-9818924-2-0.
- Shakespeare oder kein Ende in Sicht. In: Stefan Schneckenburger (Hrsg.): Garten = Theater - Pflanzen in Shakespeares Welt. Freie Universität Berlin/Verband Botanischer Gärten, Berlin/Osnabrück 2017.
- mit Daniel Boyarin, Monster Truck, Nikolaus Müller-Schöll, Albrecht Schröter, Laura de Weck, Oliver Zahn (u. a.), sowie Boris Nikitin (Hrsg.): Martin Luther PROPAGANDA Symposium. Eine Dokumentation. JenaKultur, Jena 2017.
- mit Stephanie Graeve: Arbeit und Struktur. Zur Krise des Intendantensystems. In: nachtkritik, Berlin 2017.
- Wissen ohne Charakter. In Martin Schneider: Sieben Todsünden nach Ghandi. Predigten in der Gegenwart. Freshup Publishing, Stuttgart 2017, ISBN 978-3-938023-85-3.
- mit Holger Bergmann, Amelie Deuflhard, Matthias Lilienthal, Luk Perceval, Carena Schlewitt, Johan Simmons, Franziska Wener (u. a.), sowie Harald Müller (Hrsg.): Das Herz der Kunst lässt sich nicht beziffern. Warum der Kulturinfarkt eine Fehldiagnose ist. Theater der Zeit, Berlin 2012.
- mit Till Briegleb, Christian Holtzhauer, Rebekka Kricheldorf, Annemarie Matzke, Thomas Schweigen, Annemie Vanackere (u. a.), sowie Christin Bahnert und Armin Kerber (Hrsg.): Einfachheit & Lust & Freiheit. Theater zwischen freier Wildbahn und städtischer Institution. Theater der Zeit, Berlin 2011, ISBN 978-3-942449-30-4
- mit Samuel Hof: Lichtung. Geräuschtheater von und mit Martin Heidegger. Niessnerdesign, Stuttgart 2014.
- mit Katharina Raffalt: Frankenstein. Bearbeitung nach Mary Shelley. Theaterhaus Jena, Jena 2012.
- mit Steffen Klewar: Betaville. Dunkeltheater nach Philipp K. Dicks Blade Runner. Strohlinka, Berlin 2011.
- mit Samuel Hof: Der Krieger erwacht. Bearbeitung nach Frank Herberts Dune. Niessnerdesign, Stuttgart 2010.
- mit Gregor Siber: KirschGärten. Bearbeitung nach Anton Tschechow. Niessnerdesign, Stuttgart 2009.
- mit Hanno Hener: Odysee08. Bearbeitung nach Homer. Albrecht Haag, Darmstadt 2008.
- mit Dorna Safaian: HermannSchlachten. Bearbeitung nach Heinrich von Kleist. Niessnerdesign, Stuttgart 2007.
- mit Aron Kitzig: Solaris. Dunkeltheater nach Stanislaw Lem. Strohlinka, Berlin 2005.

## Auszeichnungen

### Stipendien
- Internationales Forum beim Theatertreffen 2011
- Studienstiftung des Deutschen Volkes 2002–2009
- Akademie Musiktheater Heute der Deutschen Bank 2007–2009
- Gabriele-Boehnisch-Stiftung 2007–2009
- Erasmus 2004/2005

### Preise
- Power of Arts der Philipp-Morris-Stiftung für KEIN SCHLUSSSTRICH![12]
- Thüringer Theaterpreis und Publikumspreis des Avant-Art-Festivals für Fall Out Girl 2012
- Integrationspreis des Flüchtlingsrats Thüringen für My Heart Will Go On 2012
- Förderpreise der Deutsche-Bank-Stiftung für Whaletracking 2008 sowie KirschGärten 2009